# ایزابل کوشر
ایزابل کوشر (انگلیسی: Isabelle Kocher؛ زادهٔ ۹ دسامبر ۱۹۶۶) کارآفرین و مدیر اجرایی اهل فرانسه است، که پیش‌تر به‌عنوان مدیرعامل شرکت انژی اس.ای. فعالیت می‌کرد. وی برندهٔ جوایزی همچون لژیون دونور (شوالیه) شده‌است.